# Miroir (Star Trek)
Pour les articles homonymes, voir Miroir (homonymie).
Miroir (Mirror, Mirror) est le quatrième épisode de la deuxième saison de la série télévisée Star Trek. Il fut diffusé pour la première fois le 6 octobre 1967 sur la chaîne NBC.
Un orage ionique détraque le téléporteur de l'Enterprise. Le capitaine Kirk, le docteur McCoy, Uhura et Scotty se retrouvent transportés dans un univers parallèle où ils croisent les doubles des autres membres de leur équipage au service d'une dictature violente, l'Empire Terrien.

## Distribution

### Acteurs principaux
- William Shatner : capitaine Kirk (VF : Yvon Thiboutot)
- Leonard Nimoy : Spock (VF : Régis Dubost)
- DeForest Kelley : McCoy (VF : Michel George)
- George Takei : Sulu (VF : Daniel Roussel)
- Nichelle Nichols : Uhura (VF : Arlette Sanders)
- James Doohan : Scotty (VF : François Cartier)
- Walter Koenig : Chekov (VF : André Montmorency)

### Acteurs secondaires
- Barbara Luna : lieutenant Marlena Moreau
- John Winston : transporter en chef Kyle
- Vic Perrin : Tharn (VF : Aubert Pallascio)
- Eddie Paskey : lieutenant Leslie
- William Blackburn : lieutenant Hadley
- Roger Holloway : lieutenant Lemli
- Pete Kellett : homme de main de Kirk
- Garth Pillsbury : Wilson
- Bob Bass : homme de main de Chekov
- Bobby Clark : deuxième Homme de main de Chekov

## Résumé
Après l'échec de leur négociation avec le conseil d'Halkan pour qu'ils autorisent la fédération à miner du dilithium sur leur planète, le capitaine Kirk, le docteur McCoy, Uhura et Scottie se téléportent à nouveau à bord de l'Enterprise. Toutefois une tempête ionique perturbe leur téléportation. Leur vêtements ont changé et ils se retrouvent dans un vaisseau où tous obéissent à un salut militaire, Spock porte une barbe et torture les membres d'équipage qui font mal leur travail.
S'isolant entre eux, ils concluent alors s'être retrouvés dans un univers parallèle ou miroir où la fédération a été remplacée par un Empire galactique : l'infirmerie sert à de chambre de torture, Uhura est la cible des avances d'un lieutenant Sulu balafré devenu chef de la sécurité et la discipline y est militarisée. En tentant de se substituer à son double, Kirk empêche la planète des Halkans d'être détruite et leur donne 12 heures de répit. Ceci est contraire à la procédure d'intimidation de l'Empire et alerte l'équipage qu'une faute vient d'être commise. Chekov manœuvre afin que Kirk soit passé à tabac, espérant que l'arrestation d'un capitaine renégat lui fera gagner de l'avancement. Toutefois il est arrêté par la garde personnelle de Kirk et celui-ci découvre que les complots sont monnaie courante dans cet univers.
Pendant ce temps là dans leur univers initial, Spock s'est aperçu de la substitution et met les membres issus de l'univers miroir aux arrêts. Dans l'univers miroir, Kirk tente d'en apprendre plus sur son double et cherche un moyen de regagner son univers d'origine. Il apprend que son double a une femme, Marlena et qu'il complote afin de devenir amiral. Il est informé par Spock que son comportement a déplu en haut lieu et qu'il lui reste 7 heures pour détruire Halkan ou bien Spock aura l'ordre de le tuer.
En flirtant avec Marlena, Kirk apprend que son double a éliminé tous ses potentiels rivaux grâce au "champs de tantale" un dispositif installé depuis sa cabine qui lui permet de tuer instantanément n'importe qui à bord de l'Enterprise. Il est informé par Scottie qu'ils ne leur reste plus qu'une heure et demie pour engager une procédure de retour, au lieu de quoi, ils resteront prisonniers à tout jamais de cet univers. Toutefois l'intense utilisation des ordinateurs et leurs manipulations afin de changer le téléporteur alertent l'attention de Spock et Sulu.
Spock profite de ce que tous les membres de l'équipe terrienne sont dans la même pièce afin de les confronter. S'ensuit une bagarre où le Spock de l'univers miroir est blessé. McCoy ne peut résoudre à le laisser mourir et tente de le soigner, ce qui laisse le temps à Sulu pour les arrêter. Ses hommes sont tués par une utilisation du "champ de tantale" effectuée par Marlena et Kirk réussi à assommer Sulu avant de s'enfuir avec Scotty et Uhura. Spock se réveille, retient McCoy et lit la vérité dans son esprit. Toutefois, il les aide à repartir, estimant que le Kirk de son univers doit revenir. Avant de partir, Kirk adresse quelques conseils à Spock pour qu'il puisse changer l'univers, estimant que l'Empire ne tiendra pas sur la durée.
De retour dans leur univers originel, les membres de l'Enterprise discutent de leur aventure. Peu de temps avant le décollage, Kirk remarque une nouvelle Yeoman, nommée Marlena, qui vient d'être affecté à son vaisseau.

## Autour de l'épisode
- On revoit les cristaux de dilithium, qui étaient une ressource essentielles dans l'épisode Les Jumeaux de l'Apocalypse.
- On apprend que dans l'univers-miroir, le capitaine Kirk a été promu capitaine de l'Enterprise après avoir tué le capitaine Christopher Pike, le premier capitaine de l'Enterprise dans l'épisode pilote de la série La Cage.
- L'épisode Entrelacs de la série dérivée Star Trek: Deep Space Nine et le double épisode Le côté obscur du miroir de Star Trek: Enterprise se déroulent en partie dans le même univers parallèle que celui rencontré par les personnages, de même que plusieurs épisodes de la première saison de Star Trek: Discovery.
- Une scène de cet épisode a été retouchée pour les besoins de l'épisode Épreuves et Tribulations de la série Star Trek: Deep Space Nine où le lieutenant Sisko remplace Marlena.

## Production

### Écriture
L'épisode se base sur One way street, une nouvelle de 1953 écrite par Jerome Bixby et paru dans le numéro de décembre 1953/janvier 1954 de la revue Amazing Stories. En mars 1964, le créateur de la série Gene Roddenberry a une idée de scénario similaire lorsqu'il présente des exemples d'épisodes dans son projet Star Trek is…. Bixby est engagé en février 1967 pour en écrire le développement. Dans la première version, Kirk voyageait seul dans l'univers parallèle où la Fédération était en guerre contre une race nommé les Tharns. Le scénario fut finalisé fin juin 1967 avant d'être réécrit partiellement par le producteur Gene L. Coon et la scénariste D. C. Fontana au cours du mois de juillet 1967.

### Tournage
Le tournage eut lieu du 25 juillet au 2 août 1967 dans les studios de la compagnie Desilu Productions sur Gower Street à Hollywood sous la direction de Marc Daniels.

### Post-production
Le compositeur Fred Steiner adaptera la musique qu'il avait composé pour le thème des Romuliens dans l'épisode Zone de terreur afin de faire le thème de l'Empire.

## Diffusion

### Diffusions aux États-Unis
L'épisode fut retransmis à la télévision pour la première fois le 26 octobre 1967 sur la chaîne NBC en tant que quatrième épisode de la deuxième saison.

### Diffusion  au Royaume Uni et au Québec
L'épisode fut diffusé au Royaume Uni le 15 juin 1970 sur BBC One.
En version francophone, l'épisode fut diffusé au Québec en 1971. 

### Diffusion en France
En France, l'épisode est diffusé le 26 juillet 1986 lors de la rediffusion de l'intégrale de Star Trek sur La Cinq.

## Réception critique
L'épisode fut nommé aux Prix Hugo de 1968 dans la catégorie "Best Dramatic Presentation".
Dans un classement pour le site Hollywood.com, Christian Blauvelt place cet épisode à la 3e position sur les 79 épisodes de la série originelle. 
Pour le siteThe A.V. Club, Zack Handlen donne à l'épisode la note de A trouvant que l'épisode très intelligent aussi bien dans son design que dans la création de l'univers parallèle. Il juge l'épisode influençant, excitant même si parfois un peu idiot.

## Parodies et influences
L'épisode fut parodié de nombreuses fois dans la culture américaine. Dans l'épisode Poisson sanglant de la série South Park, des doubles barbus des enfants arrivent d'un monde parallèle, ceux-ci ayant un comportement totalement opposé à leur doubles sur Terre. Il est aussi parodié dans un épisode de la série Mystery Science Theater 3000 au scénario similaire. Il a aussi inspiré l'épisode Fairest of Them All de la web-série de fans Star Trek Continues.
L'épisode a aussi inspiré le nom du groupe de rock progressif Spock's Beard et la "cabine d'agonie" que l'on trouve dans l'univers miroir est à l'origine du nom du site internet américain The Agony Booth consacré aux mauvais films. À la fin des années 1980, des lignes de texte du capitaine Kirk dans cet épisode furent repris par le groupe pop Information Society' pour leurs morceaux "Walking Away" et "Over the Sea".

## Adaptations littéraire
L'épisode fut romancé sous forme d'une nouvelle de 20 pages écrite par James Blish dans le livre « Star Trek 3 », un recueil compilant différentes histoires de la série et sorti en avril 1969 aux éditions Bantam Books. La discussion entre Kirk et le Spock de l'univers miroir y est sensiblement différente.
Mirrored, un comic publié en 2012 chez IDW Comics raconte les événements de cet épisode mais avec les personnages issues de la série de films Star Trek de 2009.

## Éditions commerciales
Aux États-Unis, l'épisode est disponible sous différents formats. En 1988 et 1990, l'épisode est sorti en VHS et Betamax. L'épisode sortit en version remastérisée sous format DVD en 1999 et 2004.
L'épisode connu une nouvelle version remasterisée sortie le 11 novembre 2006 : l'épisode fit l'objet de nombreux nouveaux effets spéciaux, notamment les plans de la planète Halkan vue de l'espace, les plans de l'Enterprise qui ont été refait à partir d'images de synthèse. Les effets de l'agoniseur ont été aussi retouchés. Cette version est comprise dans l'édition Blu-ray, diffusée en septembre 2009.
En France, l'épisode fut disponible avec l'édition VHS de l'intégrale de la saison 2 en 2000. L'édition DVD est sortie le 18 novembre 2004 et l'édition Blu-ray le 27 avril 2009.